# Paul Marie Nguyên Minh Nhât

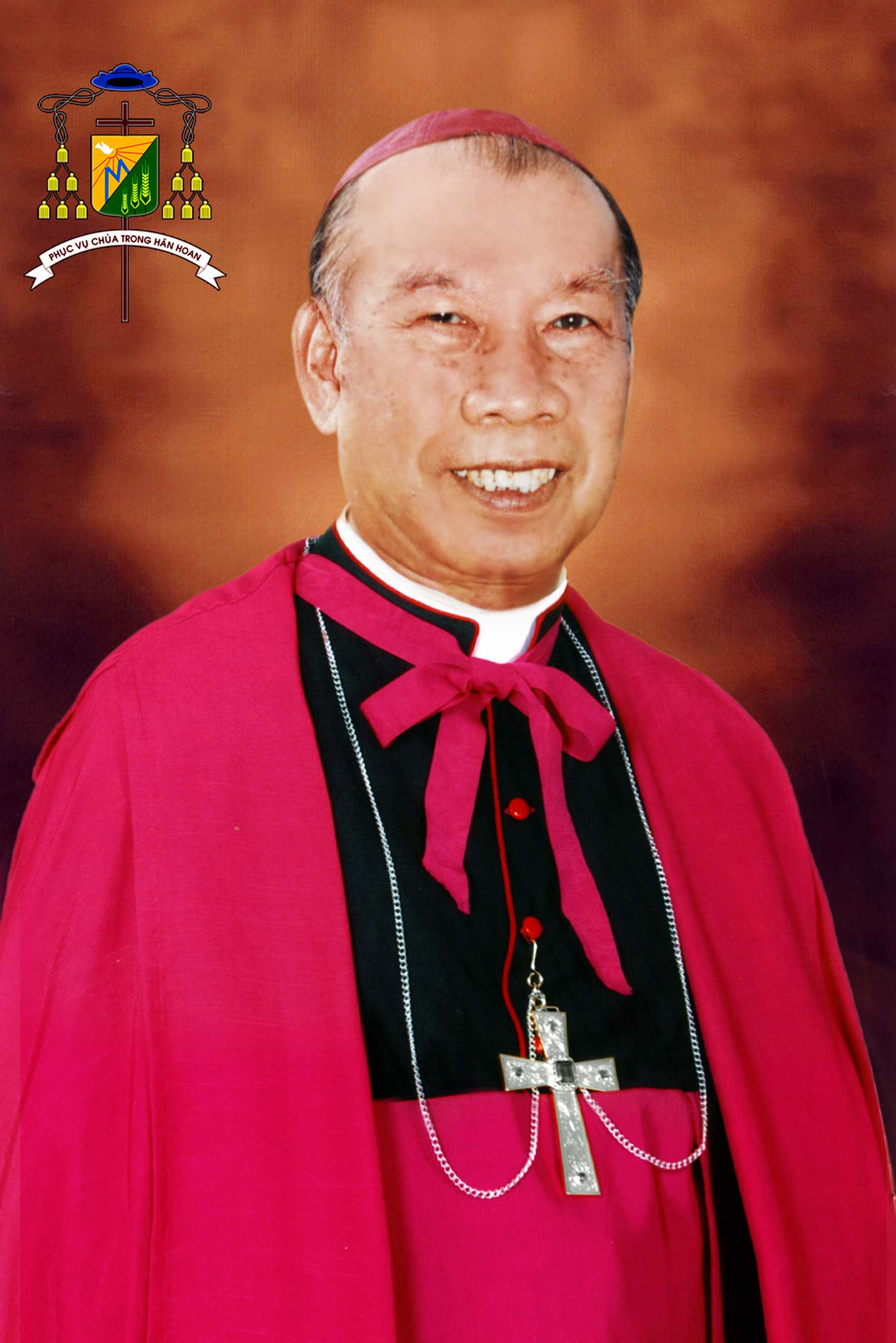
Paul Marie Nguyên Minh Nhât

Paul Marie Nguyễn Minh Nhật (* 12. September 1926 in Thuong Kiêm, Vietnam; † 12. Januar 2007) war Bischof des Bistums Xuân Lôc in Vietnam.

## Leben
Sein Name kombiniert westliche Namenstradition (Paul Marie als Vorname vor den Familiennamen Nguyên) mit vietnamesischer (Minh Nhât als persönlicher Name steht hinter dem Familiennamen).
Paul Marie Nguyên Minh Nhât wurde am 7. Juni 1952 zum Priester geweiht. 1975 wurde er von Paul VI. zum Koadjutorbischof von Xuân Lộc sowie zum Titularbischof von Vergi ernannt. 1988 erfolgte in Nachfolge von Dominique Nguyên van Lang die Ernennung zum Bischof. 2004 wurde seinem Rücktritt von Johannes Paul II. zugestimmt; sein Nachfolger ist Dominique Nguyên Chu Trinh.